# Krun

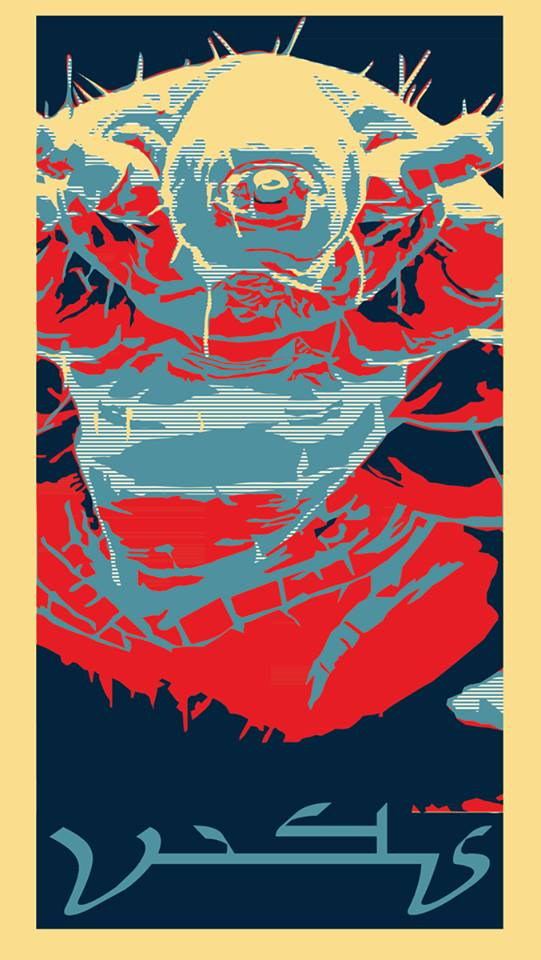
En modern bild av mandeismens underjordiska figur Krun.

Krun eller Akrun är inom mandeismen en ledare i underjorden. Enligt legenden lever han i skapelsens lägsta djup.